# Modelarstwo

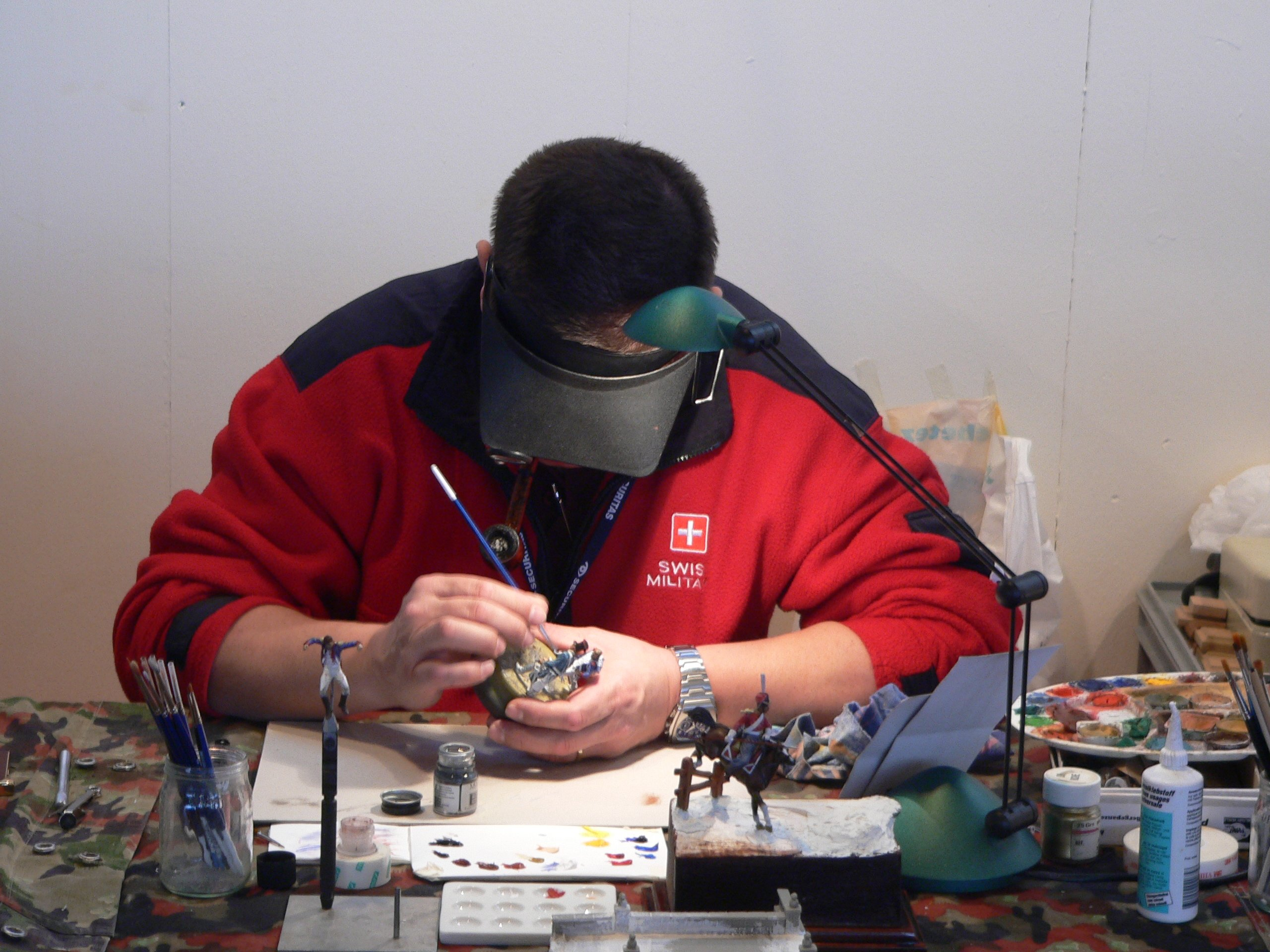
Modelarstwo

Modelarstwo – działalność człowieka polegająca na odwzorowywaniu rzeczywistych obiektów w postaci pomniejszonych modeli. Najczęściej pojmowane jest jako rozrywka, zabawa (hobby), może być także sportem. Przede wszystkim wiązane jest z modelarstwem redukcyjnym, polegającym na możliwie dokładnym odwzorowaniu wyglądu obiektu, z zachowaniem określonej skali, jednakże inne rodzaje modelarstwa skupiają się na odwzorowaniu funkcjonowania oryginału (np. latający model samolotu), lub łączą odwzorowanie funkcjonowania i wyglądu. 
Przedmiotem modelarstwa mogą być praktycznie wszystkie obiekty otaczającego świata. Najczęściej są nimi samoloty, statki i różne pojazdy, zwłaszcza wojskowe, ale też figurki ludzi lub innych istot (rzeczywistych lub fantastycznych), a także budowle lub całe wycinki terenu odwzorowane w formie makiet lub dioram, często przedstawiających różne sceny lub wydarzenia.
Najpopularniejsze jest redukcyjne modelarstwo plastikowe - budowa modeli z gotowych fabrycznych zestawów, które trzeba skleić i pomalować; popularne jest także modelarstwo kartonowe - budowa modeli z wydrukowanych kartonowych elementów. Zaawansowani modelarze budują często modele od podstaw, z różnych materiałów, jedynie na podstawie planów oryginału, lub też ulepszają zestawy fabryczne. 
Oprócz modelarstwa pojmowanego jako hobby lub sport, działalność polegająca na budowaniu modeli znajduje ważne zastosowanie praktyczne, przede wszystkim w przemyśle okrętowym, samochodowym i lotniczym, w różnego rodzaju symulacjach na pomniejszonych modelach (jak badanie modelu samolotu w tunelu aerodynamicznym) lub w projektowaniu zespołów architektonicznych. Inne znaczenie modelarstwa, odmienne od wyżej przedstawionego, to zawodowe wykonywanie modeli różnych przedmiotów, które mają być następnie wytwarzane, w celu przygotowania ich produkcji, np. modelarstwo odlewnicze.
Oglądając dzieła modelarzy można stwierdzić, że to nie tylko dobra zabawa, ale też zajęcie rozwijające tak umiejętności plastyczne, jak i wiedzę techniczną (do pewnego stopnia), np. o konstrukcji skrzydeł czy też wyglądzie wnętrza.

## Kategorie
- modelarstwo redukcyjne
  - modelarstwo kartonowe
  - modelarstwo zapałczane
  - modelarstwo plastikowe
  - mikromodelarstwo
- modelarstwo figurkowe
- modelarstwo kołowe
  - modelarstwo kolejowe
  - modelarstwo samochodowe
- modelarstwo lotnicze i kosmiczne
  - modelarstwo lotnicze
    - modelarstwo szybowcowe

  - modelarstwo kosmiczne
    - modelarstwo rakietowe

## Napędy w modelarstwie
- silnik modelarski
- silnik rakietowy
- silnik samozapłonowy
- silnik żarowy
- żagiel